# Mahina Paul
Mahina Paul   (Whakatane, 19 d'abril de 2001) és una jugadora de rugbi a 7 neozelandesa. Va ser membre de l'equip de set femení de Nova Zelanda quan va guanyar una medalla d'or als Jocs Olímpics d'estiu de 2024 a París.

## Carrera
Paul ha representat Nova Zelanda al rugbi de contacte i als Jocs Olímpics d'Estiu de la Joventut de 2018.
Va fer el seu debut internacional als Black Ferns Sevens a la Ciutat del Cap el 2019. Va ser una de les tres jugadores que van rebre contractes professionals a principis d'aquell any. Més tard va participar als Sevens de Nova Zelanda del 2020 a Hamilton.
Va ser nomenada reserva itinerant per a l'equip de Black Ferns Sevens als Jocs de la Commonwealth de 2022 a Birmingham.
El 20 de juny de 2024 es va anunciar que havia estat seleccionada com a membre de l'equip femení de rugbi a 7 de Nova Zelanda per a al competició de rugbi a 7 dels Jocs Olímpics de París. L'equip va guanyar la medalla d'or, derrotant Canadà per 19–12 a la final.